# Duby (okres Chust)
Duby, ukrajinsky Дуби, maďarsky Dubi, jsou částí obce Zahaťťa, v iršavské městské komunitě, v okrese Chust, v Zakarpatské oblasti Ukrajiny. V roce 2001 zde žilo 197 obyvatel.

## Historie
První písemná zmínka pochází z roku 1649. Dříve zde žili převážně Němci, kteří sem přišli v roce 1770 z Čech na pozvání hraběte Schönborna. V roce 1930 zde žilo 203 obyvatel, z toho 172 Němců, 12 Rusínů a 19 obyvatel jiných národností. Do uzavření Trianonské smlouvy byla ves součástí Uherska, poté byla součástí Československa. V roce 1945 byly Duby přičleněny k Ukrajinské sovětské socialistické republice, která byla součástí Sovětského svazu, nakonec od roku 1991 jsou součástí samostatné Ukrajiny.